# Langstelig draadwatje
Het langstelig draadwatje (Trichia erecta) is een slijmzwam uit de familie Trichiidae. Het leeft saprotroof  op dood hout in naaldbos en gemengd bos.

## Kenmerken
Het langstelig draadwatje heeft een hoogte van 1,0 tot 2,6 mm. Het sporangium is bolvormig, nootbruin, 0,5 tot 0,7 mm in diameter. De steel is cilindrisch, stevig, 0,1 tot 1,0 mm hoog en 0,2 tot 0,3 mm dik, donkerbruin, ondoorzichtig. Het capillitium is heldergeel tot oranjegeel met korte taps toelopende uiteinden. De sporen zijn heldergeel tot oranjegeel in massa, lichtgeel met doorvallend licht, minutieus verwrongen en 11 tot 13 µm in diameter. Het plasmodium is wit.

## Verspreiding
Het langstelig draadwatje komt voor in Noord-Amerika, Europa, Australië en Nieuw-Zeeland. Sporadisch wordt het ook gevonden in Zuid-Amerika (Argentinië) en Azië (Rusland, Israël, Japan, Filipijnen). 
In Nederland komt het zeer zeldzaam voor.

## Foto's

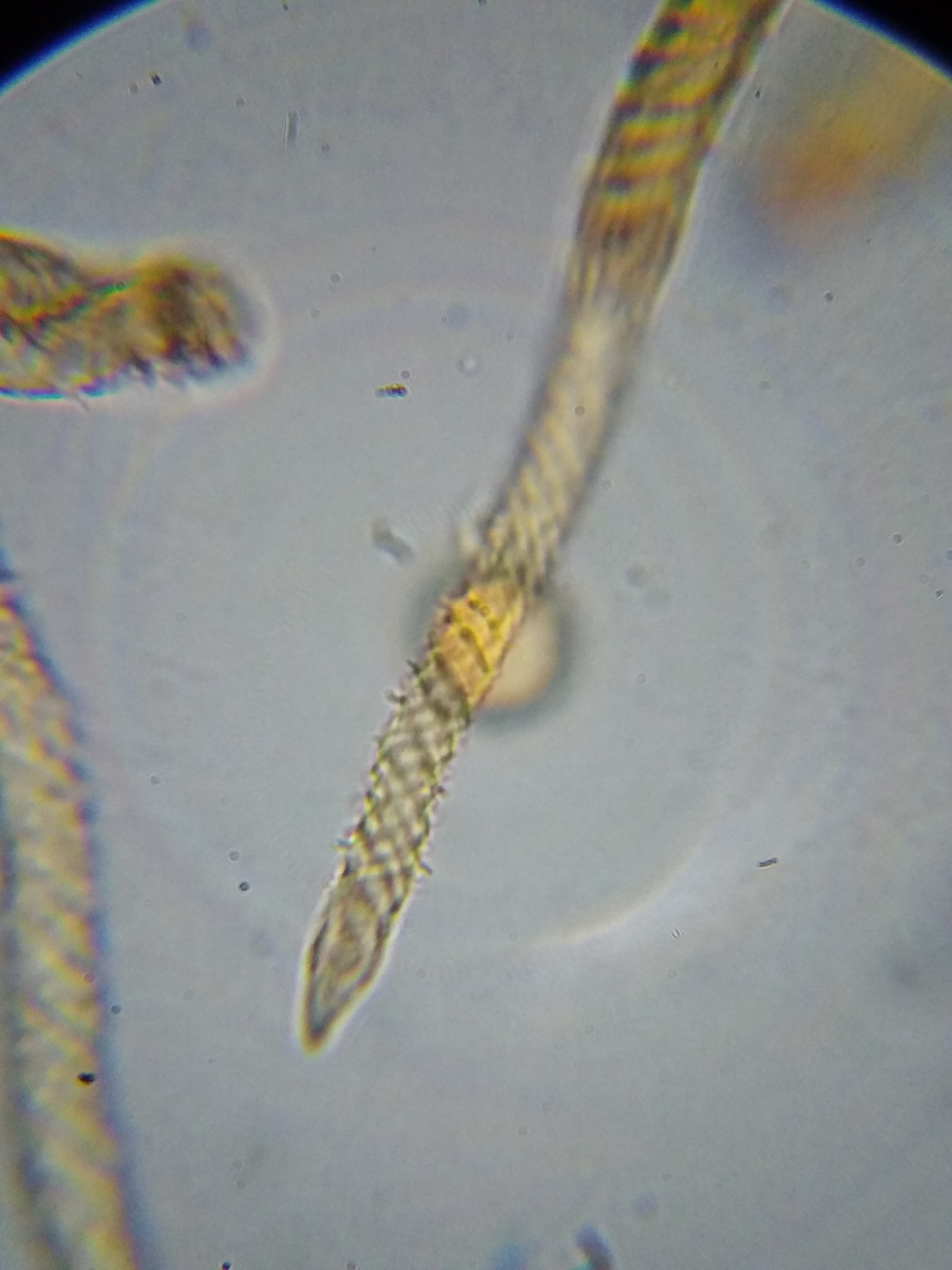
Elateren
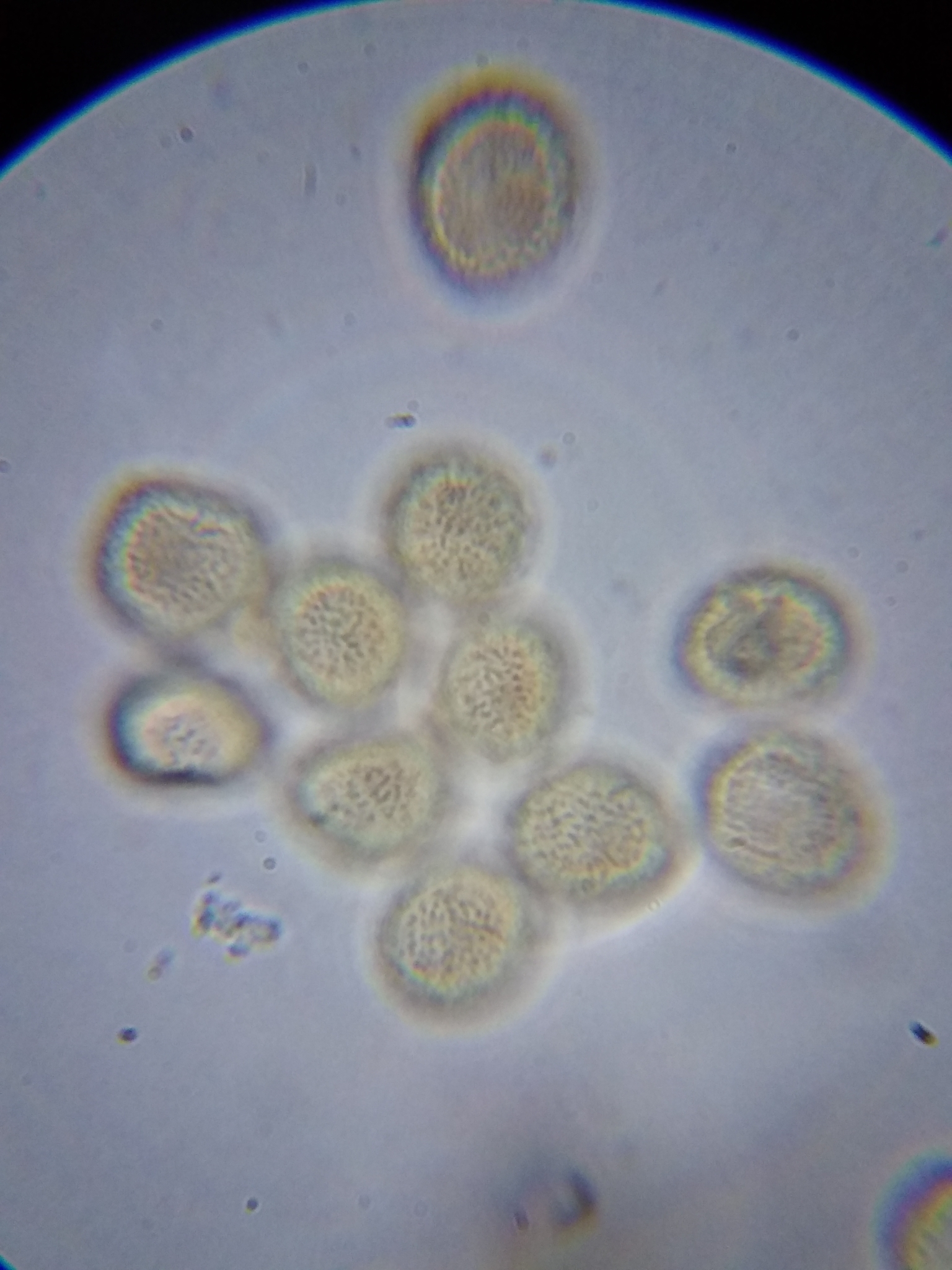
Sporen